# Airós
Airós (en francès Airoux) és un municipi de França de la regió d'Occitània, al departament de l'Aude

## Geografia

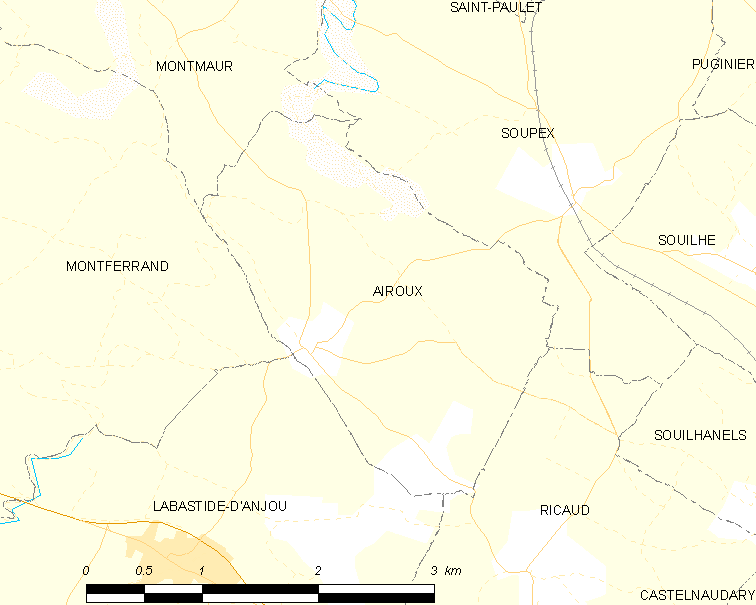
Mapa de la comuna de Airós

## Demografia

Població 1962-2008